# Hubert Koller

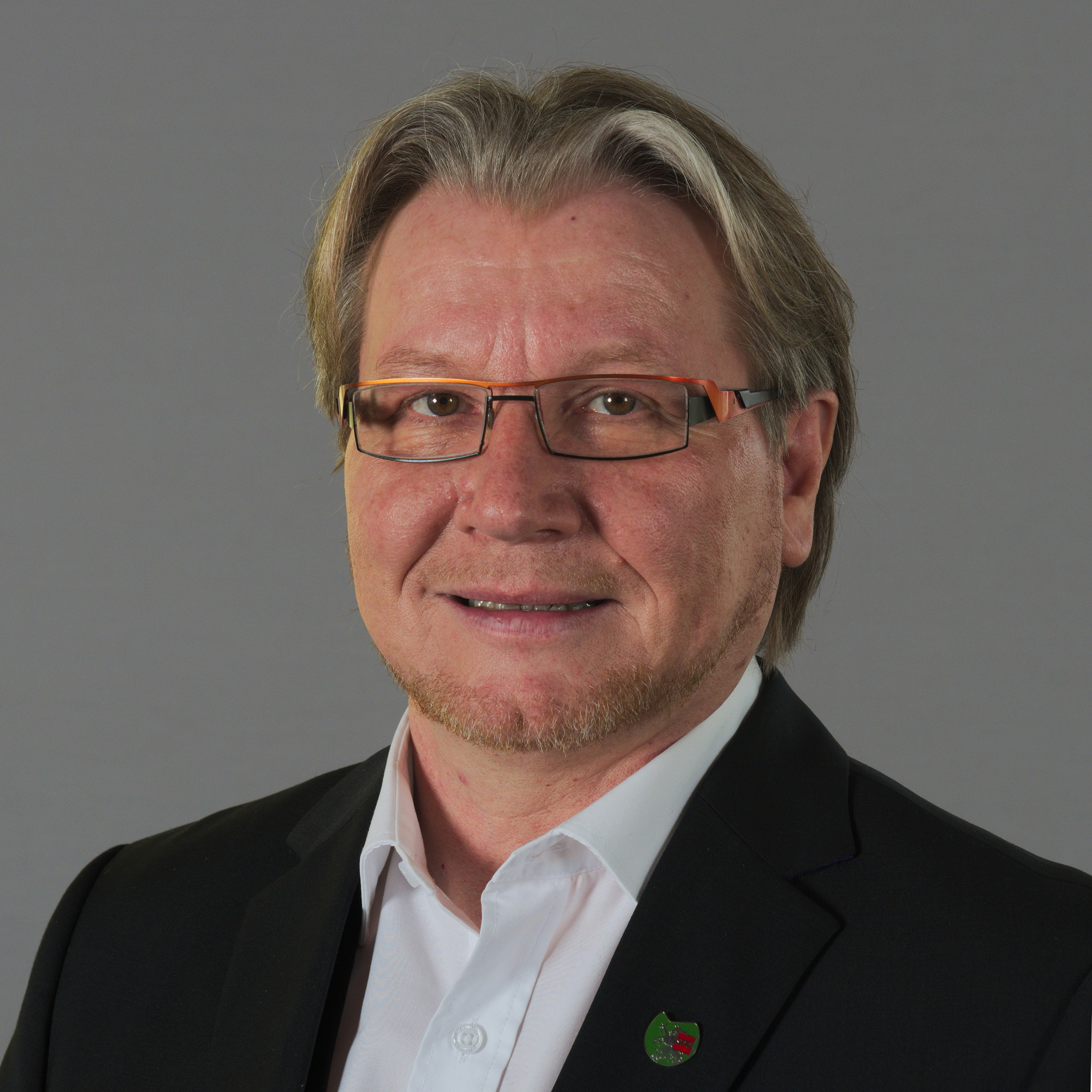
Hubert Koller (2017)

Hubert „Hubsi“ Koller (* 21. Mai 1960 in Soboth) ist ein österreichischer Politiker der Sozialdemokratischen Partei Österreichs (SPÖ) und Beamter. Koller war von Juli 2015 bis Dezember 2019 Mitglied des österreichischen Bundesrats. Zuvor war er von Dezember 2014 bis Juni 2015 Abgeordneter zum Steiermärkischen Landtag.

## Beruf
Koller war von 1. Mai 1982 bis 31. Dezember 2014 Amtsleiter der Gemeinde Soboth. Darüber hinaus war er Geschäftsführer der gemeindeeigenen Betriebe. Nachdem die Gemeinde infolge der Steiermärkischen Gemeindestrukturreform aufgelöst und bei der Gemeinde Eibiswald eingemeindet wurde, verlor er diese Funktionen und war nunmehr von 1. Jänner 2015 bis zur Konstituierung des neuen Gemeinderats Beirat von Regierungskommissär Josef Aldrian. Seit 1. Jänner 2015 ist er Referatsleiter für Bau- und Liegenschaftsmanagement in der neuen Marktgemeinde Eibiswald.

## Politische Laufbahn
Von 2004 bis 2014 war Koller Bürgermeister der Gemeinde Soboth, zuvor elf Jahre Vizebürgermeister. Am 16. Dezember 2014 wurde Koller im Steiermärkischen Landtag angelobt. Er trat damit die Nachfolge von Walter Kröpfl an, der nach rund 40 Jahren in der Gemeinde- und Landespolitik im November 2014 den Weg in den Ruhestand ging. In die Gemeinderatswahl 2015 der neuen Großgemeinde Eibiswald, die am 22. März 2015 stattfanden, ging Koller als Spitzenkandidat der SPÖ. Im Juni 2015 wurde er nach der Verabschiedung aus dem Landtag von den neu gewählten Landtagsabgeordneten als einer der Vertreter der Steiermark in den österreichischen Bundesrat entsandt. Er ist Mitglied des Landesparteivorstandes. Nach der Landtagswahl 2019 schied er mit 16. Dezember 2019 aus dem Bundesrat aus.
Er war Vorstandsmitglied des § 4/3-er Verbandes Tourismusverband Südliche Weststeiermark und Vorstandsmitglied im Verein Energieregion Schilcherland, der alle Gemeinden des politischen Bezirks Deutschlandsberg umfasst.